# Leliefontein
Leliefontein is een dorpje gelegen in de gemeente Kamiesberg in de regio Namakwaland in de Zuid-Afrikaanse provincie Noord-Kaap. Het ligt in de Kamiesbergen 29 km zuidoostelijk van Kamieskroon.
De naam van het dorpje verwijst naar de witte lelies, met de botanische naam Androcymbium ciliolatum, maar algemeen bekend als de "Bobbejaanskoen" of "Patrysblom". Deze bloeit in de maanden augustus tot oktober en maakt deel uit van de Namakwalandse bloemenpracht.

## Geschiedenis
In 1816 is het plaatsje gesticht door Ds. Barnabas Shaw. Hij heeft hier de eerste Wesleyaanse zendelingennederzetting opgericht. Dit gebeurde nadat hij en een hoofdman van de Namastam elkaar ergens in het open veld hadden ontmoet. De zendelingennederzetting is gesticht op de grond van een boerderij die door de Nederlander Rijk Tulbagh, gouverneur van de Kaapkolonie namens de VOC, aan de Nama's was toegekend. In 1854 heeft sir George Cathcart, gouverneur van de inmiddels Brits geworden Kaapkolonie, de grond rondom de kerk opnieuw maar nu in eeuwigdurende erfpacht aan de Namastam geschonken.

## Tweede Boerenoorlog
In januari 1902 was Leliefontein de plaats waar het Bloedbad van Leliefontein heeft plaatsgevonden tijdens de nadagen van de Tweede Boerenoorlog. Generaal Manie Maritz, de toenmalige commandant van de Boerencommando's, heeft het dorp bezocht om een proclamatie af te kondigen en de Basters-inwoners, zoals Manie naar de inwoners verwees, beschuldigd van samenzwering met de Engelse soldaten tegen de Boerenkrijgers. Hierbij is het tot gevechten gekomen en hebben de Boeren die dag en de daarop volgende dag 36 mensen doodgeschoten. In de Methodistenkerk hangt nog een gedenkplaats met de namen van de 36 gesneuvelden.